# Zapas stabilności
Zapas stabilności określa praktyczną przydatność zamkniętego układu automatycznej regulacji. Jest miarą odległości danego punktu pracy urządzenia lub algorytmu od granicy stabilności, określanej przez dowolne z kryterium stabilności układu automatycznej regulacji.
Dla zamkniętych układów regulacji zapas stabilności definiuje się, na podstawie charakterystyk układu otwartego, jako parę liczb: pierwsza określa zapas amplitudy (nazywany również zapasem modułu), a druga – zapas fazy.
W praktyce zapas stabilności powinien być wystarczająco duży, np. większy niż 6 decybeli i 30 stopni lub 8 decybeli i 45 stopni.